# WWE SmackDown
WWE SmackDown, такође познат као Смакдоун петком увече или једноставно SmackDown, је америчка професионална телевизијска емисија о рвању коју продуцира WWE . Емитује се уживо сваког петка у 20 часова по источном времену (ЕТ) на USA Network у Сједињеним Државама (уједно емитовање на Fox Deportes са шпанским коментаторима) и на већини међународних тржишта на Netflix -у. У серији се појављују ликови из бренда SmackDown, за који су WWE рвачи задужени да раде и наступају. SmackDown је дебитовао 29. априла 1999. године и сматра се једним од два водећа програма WWE-а, заједно са Monday Night Raw . 
Првобитно покренут као комплементарно друга емисија уз Raw, SmackDown је постао додатно препознатљив након што се бренд WWE поделио 2002. године, представљајући таленте компаније SmackDown тиму. Снимљен је и емитован из преко стотина арена и градова широм једанаест земаља, углавном у Сједињеним Државама, али и у Канади, Француској,  Немачкој,  Ираку, Италији, Јапану,  Мексику,  Саудијској Арабији, Шпанији  и Уједињеном Краљевству . Пре преласка на тренутни формат преноса уживо, снимљене епизоде су премијерно емитоване неколико сати или чак дан раније у одређеним земљама ван Сједињених Држава због временских разлика.
SmackDown! је свој почетак имао на мрежи UPN 1999. године и првобитно је емитовано четвртком увече. Емисија је премештена на емитовање петком увече 9. септембра 2005. године, а почела је да се емитује на каналу The CW у септембру 2006. године, након спајања UPN-а и WB-а, пре него што је касније премештена на MyNetworkTV у октобру 2008. године.   1. октобра 2010. године, SmackDown се преселио на кабловску мрежу Syfy,   и на крају се вратио на Thursdays 15. јануара 2015. године.  Емисија се потом преселила на сродну USA Network 7. јануара 2016. године,    а касније те године, почев од 19. јула, SmackDown је почео да се емитује уживо уторком увече.  Прелазак SmackDown на Fox 4. октобра 2019. године означио је повратак емисије на емитовање петком увече и путем телевизије. Од 2024. године, SmackDown је најгледанија телевизијска емисија петком увече у Сједињеним Државама.  Smackdown! се такође емитује глобално на другим мрежама од самог почетка. WWE мрежа је престала са радом у Сједињеним Државама 4. априла 2021. године, а сав садржај је премештен на Peacock, који сада садржи све претходне епизоде SmackDown-а .